# Кригер, Викторина Владимировна
Виктори́на Влади́мировна Кри́гер (28 марта (9 апреля) 1893, Санкт-Петербург — 23 декабря 1978, Москва) — российская и советская балерина, театральный деятель, балетный критик. Создательница и художественный руководитель труппы «Московский художественный балет», из которой вырос Музыкальный театр имени Станиславского и Немировича-Данченко. Автор книги «Мои записки» (1930). Заслуженная артистка РСФСР (1927), заслуженный деятель искусств РСФСР (1951).

## Биография
Родилась в Санкт-Петербурге в актёрской семье. Отец, Владимир Кригер (1872—1932), впоследствии получил звание заслуженного артист Республики, мать — Надежда Ниловна Кригер-Богдановская (1876—1947), была драматической актрисой и писательницей. 
Обучалась в Московском театральном училище по классу педагога Василия Тихомирова. В 1910—1920, 1925—1931 и 1934—1948 годах танцевала в Большом театре. Танец Викторины Кригер отличали наряду с виртуозной техникой, особый темперамент, стремление к острому сценическому рисунку.
Много выступала в концертах и гастролировала, в 1920—1923 годах за рубежом. В 1922 году в Таллине на сцене театра «Эстония» поставила первый в истории эстонского балета спектакль, балет Лео Делиба «Коппелия». С 1926 года выступала в печати как балетный критик.
В 1929 году вместе с мужем И. М. Шлуглейтом организовала труппу «Московский художественный балет» (в литературе обычно называется «Московский художественный балет В. Кригер»), став в 1930 году её художественным руководителем и прима-балериной (И. М. Шлуглейт до 1939 года был директором труппы). Название коллективу было дано по аналогии с Московским Художественным театром, так как основную творческую задачу участники труппы видели в применении к балету принципов системы Станиславского.
Первоначальное ядро труппы составлял небольшой коллектив танцовщиков, среди которых были Мария Сорокина, Владимир Бурмейстер, Николай Холфин, Ангелина Урусова, Александр Клейн, Иван Курилов, Иван Карташов; ведущим балетмейстером в 1932—1938 годах был Николай Холфин.
С 1933 года труппа Кригер сотрудничала с Музыкальной студией Художественного театра под руководством Вл. И. Немировича-Данченко, делившей театральную сцену на Пушкинской улице с Оперной студией К. С. Станиславского. В 1939 году «Художественный балет» вошёл в состав Музыкальной студии Немировича-Данченко, при этом Кригер осталась художественным руководителем балетной труппы. Вскоре после смерти Станиславского старый театр был полностью перестроен и затем, в 1941 году, все три труппы были объединены в единую — теперь это Московский музыкальный театр имени К. С. Станиславского и Вл. И. Немировича-Данченко.
Жила в Москве в «кооперативном доме артистов» по адресу Брюсов переулок, 12. В 1955—1963 годах заведовала музеем Большого театра. Похоронена вместе с родителями в Москве на Новодевичьем кладбище (участок № 2).

### Семья
- Муж — театральный администратор Илья Миронович Шлуглейт (1897—1954), директор Музыкального театра имени Станиславского и Немировича-Данченко[2][3].
- Племянница — Мария Морицевна Скуратова (1933—2023), актриса Центрального академического театра Российской армии[2].

## Репертуар

#### Большой театр
- Китри, «Дон Кихот» Л. Минкуса
- Сванильда, «Коппелия» Л. Делиба
- Одетта—Одиллия, «Лебединое озеро» П. И. Чайковского
- Царь-девица, «Конёк-Горбунок» Ц. Пуни
- Тао-Хоа, «Красный мак» Р. М. Глиэра, балетмейстеры Л. А. Лащилин и В. Д. Тихомиров
- фея Канареек, Красная Шапочка, фея Карабос, «Спящая красавица» П. И. Чайковского
- 1945 — Мачеха*, «Золушка» С. С. Прокофьева, балетмейстер Р. В. Захаров

#### Московский художественный балет
- 1932 — Жанна, «Карманьола» В. А. Фемелиди, балетмейстеры Н. А. Болотов и П. П. Вирский
- 1933 — Лиза-крестьянка*, «Соперницы» («Тщетная предосторожность»), балетмейстер Н. С. Холфин
- 20 апреля 1936 — Зарема*, «Бахчисарайский фонтан» Б. В. Асафьева, балетмейстер Р. В. Захаров.

(*) — первая исполнительница партии.

## Награды и премии
- 1927 — заслуженная артистка РСФСР;
- 1937 — орден «Знак Почёта» (2 июня 1937) — за выдающиеся заслуги в деле развития оперного и балетного искусства[4];
- 1946 — Сталинская премия I степени — за исполнение партии Мачехи в балетном спектакле «Золушка» С. С. Прокофьева (1945);
- 1951 — заслуженный деятель искусств РСФСР[5];
- 1976 — орден Дружбы народов (25.05.1976)[6].